# Žalm 43

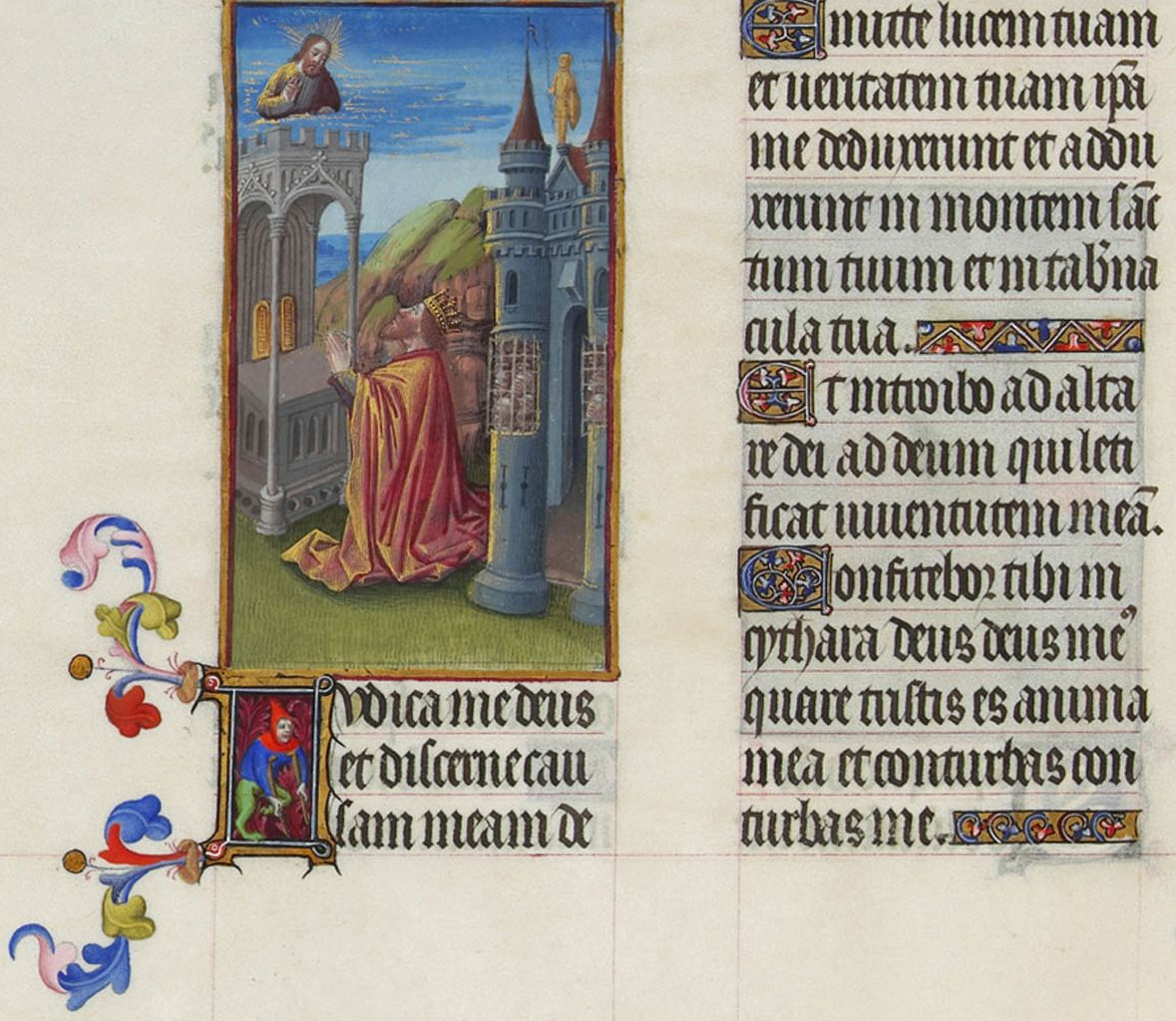
Vyobrazení Davida modlícího se před deskami zákona k Bohu za propuštění vězně a začátek žalmu v Přebohatých hodinkách vévody z Berry (Muzeum Condéů, Chantilly)

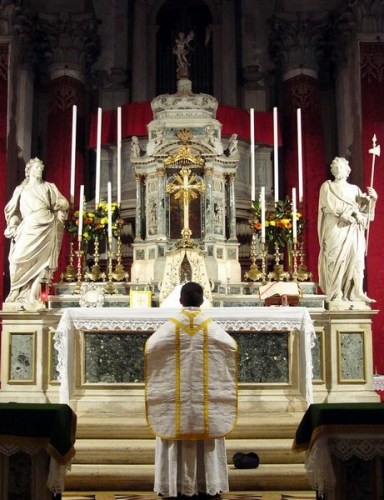
Kněz se modlí žalm Iudica na začátku mše svaté (forma extraordinaria)

Žalm 43 (Bože, zjednej mi právo, lat. Iudica me Deus, podle řeckého překladu žalm 42) je součástí starozákonní Knihy žalmů. Je užíván jako pravidelná součást liturgie u většiny křesťanských církví i v judaismu.

## Text
| verš | hebrejský originál                                                             | český překlad | latinský překlad (Vulgata) |
| ---- | ------------------------------------------------------------------------------ | --- | --- |
| 1    | שָׁפְטֵנִי אֱלֹהִים, וְרִיבָה רִיבִי-- מִגּוֹי לֹא-חָסִיד;מֵאִישׁ מִרְמָה וְעַוְלָה תְפַלְּטֵנִי                  | Bože, zjednej mi právo a ujmi se mé pře proti bezbožnému lidu, zbav mě člověka lstivého a zločinného!                    | Iudica me Deus et discerne causam meam de gente non sancta ab homine iniquo et doloso erue me                                   |
| 2    | כִּי-אַתָּה, אֱלֹהֵי מָעוּזִּי-- לָמָה זְנַחְתָּנִי:לָמָּה-קֹדֵר אֶתְהַלֵּךְ, בְּלַחַץ אוֹיֵב                       | Bože, ty jsi má síla, proč jsi mě zahnal? Proč se musím smutně vláčet tísněn nepřítelem?                                 | Quia tu es Deus fortitudo mea quare me reppulisti quare tristis incedo dum adfligit me inimicus                                 |
| 3    | שְׁלַח-אוֹרְךָ וַאֲמִתְּךָ, הֵמָּה יַנְחוּנִי;יְבִיאוּנִי אֶל-הַר-קָדְשְׁךָ, וְאֶל-מִשְׁכְּנוֹתֶיךָ                    | Sešli své světlo a svou věrnost: ty ať mě vedou a přivedou na tvou svatou horu a do tvých stanů.                         | Emitte lucem tuam et veritatem tuam ipsa me deduxerunt et adduxerunt in montem sanctum tuum et in tabernacula tua               |
| 4    | וְאָבוֹאָה, אֶל-מִזְבַּח אֱלֹהִים-- אֶל-אֵל, שִׂמְחַת גִּילִי:וְאוֹדְךָ בְכִנּוֹר-- אֱלֹהִים אֱלֹהָי              | Pak přistoupím k Božímu oltáři, k Bohu, který mě naplňuje radostí.                                                       | Et introibo ad altare Dei ad Deum qui laetificat iuventutem meam confitebor tibi in cithara Deus Deus meus                      |
| 5    | מַה-תִּשְׁתּוֹחֲחִי, נַפְשִׁי-- וּמַה-תֶּהֱמִי עָלָי:הוֹחִילִי לֵאלֹהִים, כִּי-עוֹד אוֹדֶנּוּ-- יְשׁוּעֹת פָּנַי, וֵאלֹהָי | Proč se rmoutíš, má duše, a proč ve mně sténáš? Doufej v Boha, vždyť zase ho budu chválit, svého spasitele a svého Boha! | Quare tristis es anima mea et quare conturbas me spera in Deum quoniam adhuc; confitebor illi salutare vultus mei et; Deus meus |

## Užití v liturgii

### V křesťanství
V katolické církvi jej svatý Benedikt z Nursie v rámci benediktinské řehole začlenil do modliteb laud.
Při modlitbě breviáře se žalm modlívá v rámci laud druhého úterý v měsíci.
V katolické mši je užíván jako součást každé mše při stupňových modlitbách (forma extraordinaria) a příležitostně jako responsoriální žalm (forma ordinaria).

### V judaismu
V judaismu je žalm užíván při bohoslužbě. Spis Šimuš Tehilim („Užití Žalmů“), jehož autorem je zřejmě židovský učenec Chaj Ga'on (939–1038), navíc uvádí, že recitace 43. žalmu je zvlášť vhodná pro toho, kdo byl sesazen z postu, na nějž byl dosazen někdo jiný.

## Užití v hudbě
Mezi významná hudební zpracování žalmu č. 43 patří díla těchto autorů:
- Michel Richard Delalande latinsky ve formě velkého moteta (1693)
- Felix Mendelssohn-Bartholdy použil text žalmu v jeho Trois Psaumes (1843)